# Бен Ејмос
Бенџамин Пол Ејмос (енгл. Benjamin Paul Amos; Маклсфилд, 10. април 1990) је енглески фудбалски голман који наступа за Милвол као позајмљени играч Болтона.